# André Raust
André Raust, né le 21 décembre 1916 à Decazeville et mort le 2 novembre 1991 à Cagnac-les-Mines, est un homme politique français.

## Biographie
Militant de la SFIO, il travaille au cabinet de Paul Ramadier en 1947 ; il est élu la même année maire de la commune de Cagnac-les-Mines, dans le Tarn : il exerce ce mandat jusqu'en 1983.
Il siège au conseil général du Tarn de 1949 à 1979.
Bénéficiant du désistement du communiste Marcel Pélissou, il est élu député en novembre 1962 - il succède à Maurice Deixonne (qui a été battu en 1958 par Édouard Rieunaud) dans la 1re circonscription du Tarn - et réélu en mars 1967. Candidat en juin 1968, il perd son siège au profit du gaulliste Henry Bressolier. Il ne se présente pas en mars 1973 : en effet, le PS investit André Billoux, fonctionnaire de l'Éducation nationale, qui devient le nouveau député de la circonscription.